# Philippe Toussaint Joseph Bordone

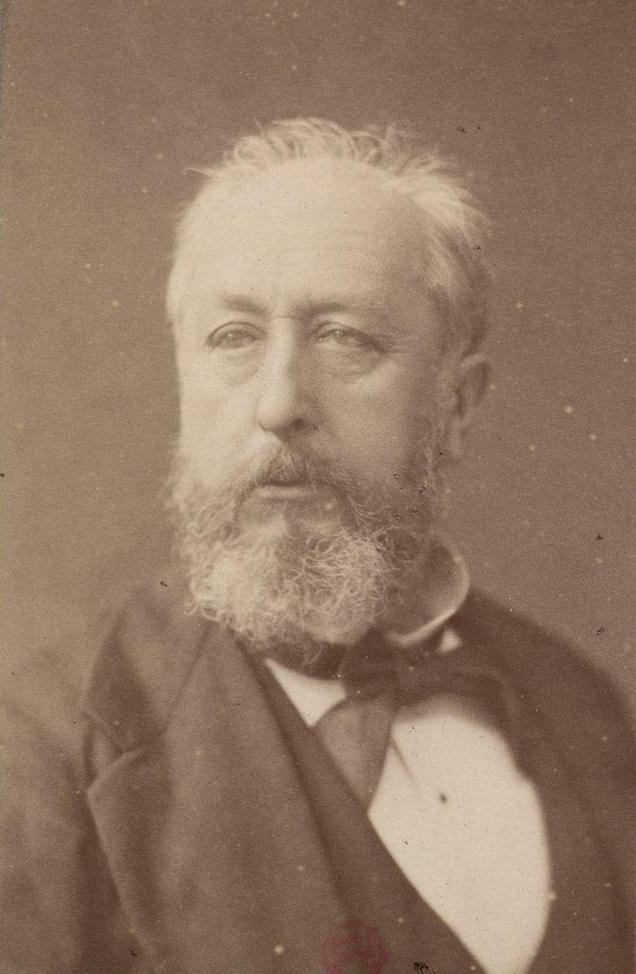
Philippe Toussaint Joseph Bordone.

Philippe Toussaint Joseph Bordone (* 1. November 1821 in Avignon; † 29. Februar 1892 in Paris) war französischer Oberst in der Auxiliararmee und späterer General.

## Leben
Bordone war von italienischer Abstammung, aber von Geburt Franzose. Sein Vater Joseph-Antoine Bordone (* 6. August 1793) stammte aus Saint-Etienne-Rovero im Piemont und diente als Soldat, zuletzt im Rang eines Leutnants. Er nahm an den Kriegen der Revolution und des Kaiserreichs teil und wurde im Zuge des Spanischen Bürgerkriegs verstümmelt. So kam er in das Invalidenheim in Avignon. Seine Mutter hieß Christine Marchisio.
Bordone besuchte zunächst die Militärschulen in Toulon und dann in Brest, ehe er in Montpellier Medizin studierte. Seine Dissertation im Jahr 1848 hatte den Titel französisch Quelques considérations sur les fractures du crâne ‚Einige Überlegungen über die Frakturen des Schädels‘. Nach dem Studium trat er als Schiffschirurg in die französische Marine ein und nahm unter anderem als Chirurg am Krimfeldzug und an der Belagerung von Sewastopol teil. Anschließend war er für einige Zeit als praktizierender Mediziner tätig, beschäftigte sich mit Militärmechanik. Er meldete mehrere Erfindungen an, darunter eine Vorrichtung zur Saftgewinnung aus Gemüse.
Um 1859 machte er die Bekanntschaft Giuseppe Garibaldis und nahm 1860 an dessen Expedition nach Sizilien, Neapel und Griechenland teil. Nach dem 4. September 1870 hatte Garibaldi der Französischen Republik seine Dienste angeboten, jedoch keine positive Rückmeldung erhalten. Daher wandte er sich an Bordone, der in Avignon weilte. Dieser entschloss sich umgehend nach Tours zu gehen, um sich bei der Regierungsdelegation, die zu diesem Zeitpunkt vom Justizminister der provisorischen Regierung Adolphe Crémieux geleitet wurde, die Berufung Garibaldis durchzusetzen. Auf dem Wege dorthin legte er in Lyon einen Zwischenstopp ein und erhielt sowohl durch die Bevölkerung als auch die Behörden Unterstützung für dieses Unternehmen. Der Justizminister entsandte ihn daraufhin zu Garibaldi, um diesen aus Caprera hervorzulocken, da er insgeheim hoffte, dass er auf dem Weg nach Tours aufgehalten werde. Doch schon am 8. Oktober kamen sie gemeinsam in Tours an. Bordone wurde, obgleich seine militärischen Kenntnisse ihn gar nicht dazu befähigten, zum General und Chef des Generalstabs der bei Autun und Chalon-sur-Saône neu errichteten Vogesenarmee ernannt.
Er nahm an den Gefechten um Dijon teil. Schnell zeigte sich, dass er seiner Stellung nicht gewachsen war. Er leitete den Feldzug mit großem Ungeschick. Bordone hatte die Aufgabe erhalten, mit seinen Truppen die Stadt zu verteidigen. Auf der Gegenseite hatte General Edwin von Manteuffel Ende Januar 1871 Wilhelm von Kettler den Auftrag erteilt, Dijon mit fünfeinhalb Bataillonen der 8. Infanteriebrigade und zwei Batterien im Handstreich einzunehmen, da er vermutete, dass die Stadt nur schwach besetzt sei. Der Vormarsch begann am 21. Januar 1871 und die Kämpfe führten zu starken Verlusten auf beiden Seiten. Die Deutschen verloren allein an diesem Tag 19 Offiziere und 322 Mann, die Franzosen 7 Offiziere und 430 Mann. Am 23. Januar gelang es den Franzosen die Fahne des Infanterieregiments Nr. 61 in ihren Besitz zu bringen, die sie, wie Bordone später berichtete, unter einem Berg von Leichen geborgen hatten. Die Einnahme der Stadt gelang von Kettler mit seinen Truppen nicht. Am 26. Januar wurde General Benno Hann von Weyhern mit seiner 4. Infanteriedivision beauftragt die Stadt einzunehmen, und sammelte seine Hauptstreitmacht am 31. Januar bei Arc-sur-Tille. Von Kettler wurde mit seiner Vorhut nach Varois verlegt. Doch bevor es zu der entscheidenden Schlacht kam, ließ General Bordone die Stadt in der Nacht vom 31. Januar auf den 1. Februar räumen, so dass von Kettler sie am nächsten Tag kampflos besetzen konnte.
Bordone erzürnte die französischen Behörden und seine Offiziere durch sein oftmals brutales Vorgehen, sein anmaßendes Verhalten und seine Eigenmächtigkeiten. Nach der Beendigung des Kriegs wurde er in mehrere Untersuchungen und Prozesse verwickelt. Hier stellte sich heraus, dass er zuvor bereits dreimal wegen Betrugs und Unterschlagung gerichtlich verurteilt worden war. Er war verheiratet und hatte ein Kind. Er verfasste zu seiner Verteidigung und zur Verherrlichung der Taten der Garibaldianer mehrere Schriften.

## Ernennungen
- Bordone, der den Titel eines Oberststabschefs innehatte, wurde in Tours durch einen datierten Ministerbrief vom 12. Oktober 1870 zum Adjutant von General Garibaldi ernannt.
- Per Dekret vom 14. Januar 1871 wurde er in den Rang eines Brigadegenerals der Hilfsarmee erhoben, um weiterhin dieselben Funktionen auszuüben.
- Er trat am 24. Januar 1871 durch telegrafische Übermittlung von seinem Amt als Stabschef zurück und kündigte ein folgendes Bestätigungsschreiben an. Dieser Brief kam allerdings nie beim Ministerium an. Er galt aufgrund des Dekrets vom 7. März 1871, wie alle Offiziere der Hilfsarmee, als entlassen.[10]

## Schriften (Auswahl)
- Affaire Bordone; procès en diffamation au sujet de l’ouvrage Garibaldi et l’armée des vosges par le général Bordone. Lib. de l’Écho de la Sorbonne, Paris 1872 (babel.hathitrust.org).
- L’armée des vosges et la commission des marchés, réponse à M. de Ségur. A. Le Chevalier, 1873 (archive.org).
- Garibaldi et l’armée des Vosges. Récit officiel de la campagne. Paris 1874.
- L’armée des Vosges et la commission d’enquête sur les actes du gouvernement de la défense nationale. Réponse au rapport de M.U. Perrot. A. Le Chevalier, 1875 (babel.hathitrust.org).
- Garibaldi; sa vie, ses aventures, ses combats. E. Dentu, 1878 (babel.hathitrust.org).
- Garbaldi (1807–1882) … La république romaine, Les mille, Armée des Vosages. Marpon et Flammarion, 1891 (babel.hathitrust.org).

Dramen
- [Général] Garibaldi. Militär- und Historiendrama in 5 Akten und 7 Szenen. E. Dentu, Paris 1881. Es wurde am 11. Dezember 1880 in Théâtre des Nations in Paris uraufgeführt.